# Алексейчук Владислав Володимирович
Владисла́в Володи́мирович Алексейчу́к (нар. 18 липня 1977, Умань, Черкаська область — пом. 20 січня 2015, Донецький аеропорт) — український військовик, молодший сержант 81-ї окремої аеромобільної бригади (90-й окремий аеромобільний батальйон). Нагороджений орденом «За мужність» III ступеня (посмертно). Нагороджений нагрудним знаком «За оборону Донецького аеропорту» (посмертно). Один із «кіборгів».

## Життєпис
Народився 18 липня 1977 року в місті Умань Черкаської області. Закінчив загальноосвітню школу № 7 (нині — загальноосвітня школа № 7 — колегіум) міста Умань, потім — Уманський державний аграрний університет (нині — Уманський національний університет садівництва).
Проходив строкову військову службу в Аеромобільних військах Збройних Сил України.
Проживав у місті Умань. Був активним громадським діячем, засновником мистецького проєкту «Підвал Шекспіра».
21 серпня 2014 року мобілізований Уманським об'єднаним міським військовим комісаріатом Черкаської області до лав Збройних Сил України. Служив у 90-му окремому аеромобільному батальйоні.
З листопада 2014 року брав участь в антитерористичній операції на сході України.
Зник безвісти 20 січня 2015 р. під час бою з російськими збройними формуваннями в районі аеропорту Донецька під час прориву для евакуації поранених. Через місяць тіло Владислава Алексейчука вдалося вивезти з ДАП разом з тілами Дмитра Ґудзика, Олексія Марченка, Петра Савчука та Миколи Самака.
До жовтня 2015 року був у списках зниклих безвісти, після експертизи ДНК встановлено, що він похований взимку 2015 року, як невідомий солдат, на Краснопільському кладовищі міста Дніпропетровськ (нині — місто Дніпро).
27 жовтня 2015 року перепохований на кладовищі «Софіївська Слобідка» міста Умань.
Залишились батьки.

## Нагороди та вшанування
- Указом Президента України № 9/2016 від 16 січня 2016 року, «за особисту мужність і високий професіоналізм, виявлені у захисті державного суверенітету та територіальної цілісності України, вірність військовій присязі», нагороджений орденом «За мужність» III ступеня (посмертно)[4].
- Нагрудний знак «За оборону Донецького аеропорту» (посмертно).
- Медаль «За жертовність і любов до України» (посмертно).
- Надано звання «Почесний громадянин м. Умань» (посмертно)[5].
- Почесна відзнака «За заслуги перед Черкащиною» (посмертно).
- Пам'ятна медаль «Ніхто крім нас» 90-го окремого аеромобільного батальйону імені Героя України старшого лейтенанта Івана Зубкова 81-ї окремої аеромобільної бригади.
- Вшановується в меморіальному комплексі «Зала пам'яті», в щоденному ранковому церемоніалі 20 січня[6][7].